# Gewöhnliches Seifenkraut
Das Gewöhnliche Seifenkraut (Saponaria officinalis), auch Echtes Seifenkraut oder kurz Seifenkraut, Seifenwurz oder Waschwurz genannt, ist eine Pflanzenart aus der Gattung der Seifenkräuter (Saponaria) innerhalb der Familie der Nelkengewächse (Caryophyllaceae). Sie ist in Eurasien weitverbreitet.
Die für manche Tiere giftige Pflanzenart wurde früher als Waschmittel genutzt. Heute findet sie noch in der Naturmedizin Anwendung, wozu sie vorwiegend in China, Iran und der Türkei kultiviert wird.

## Beschreibung

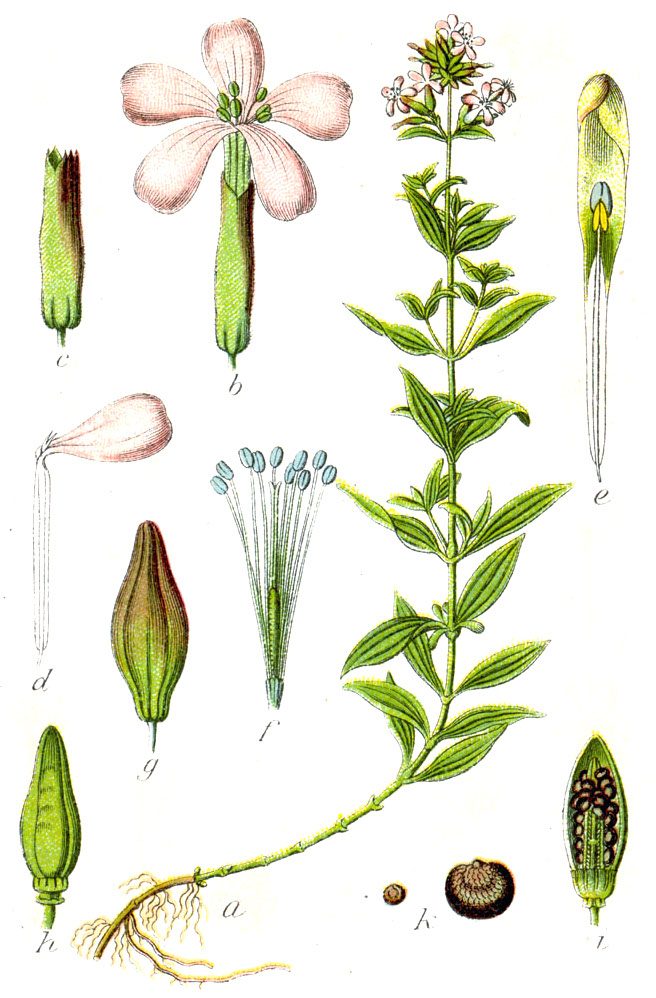
Illustration

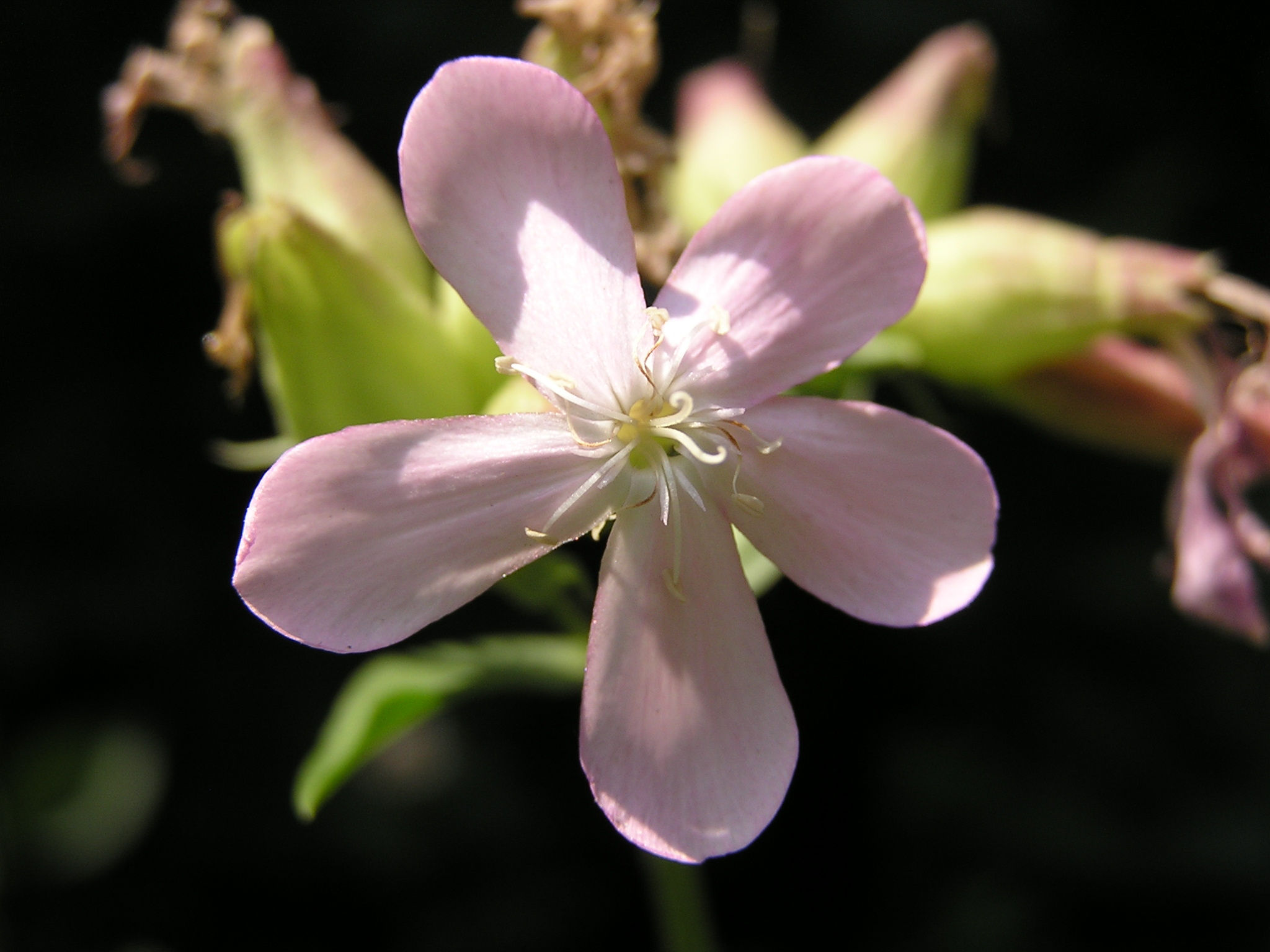
Fünfzählige Blüte im Detail

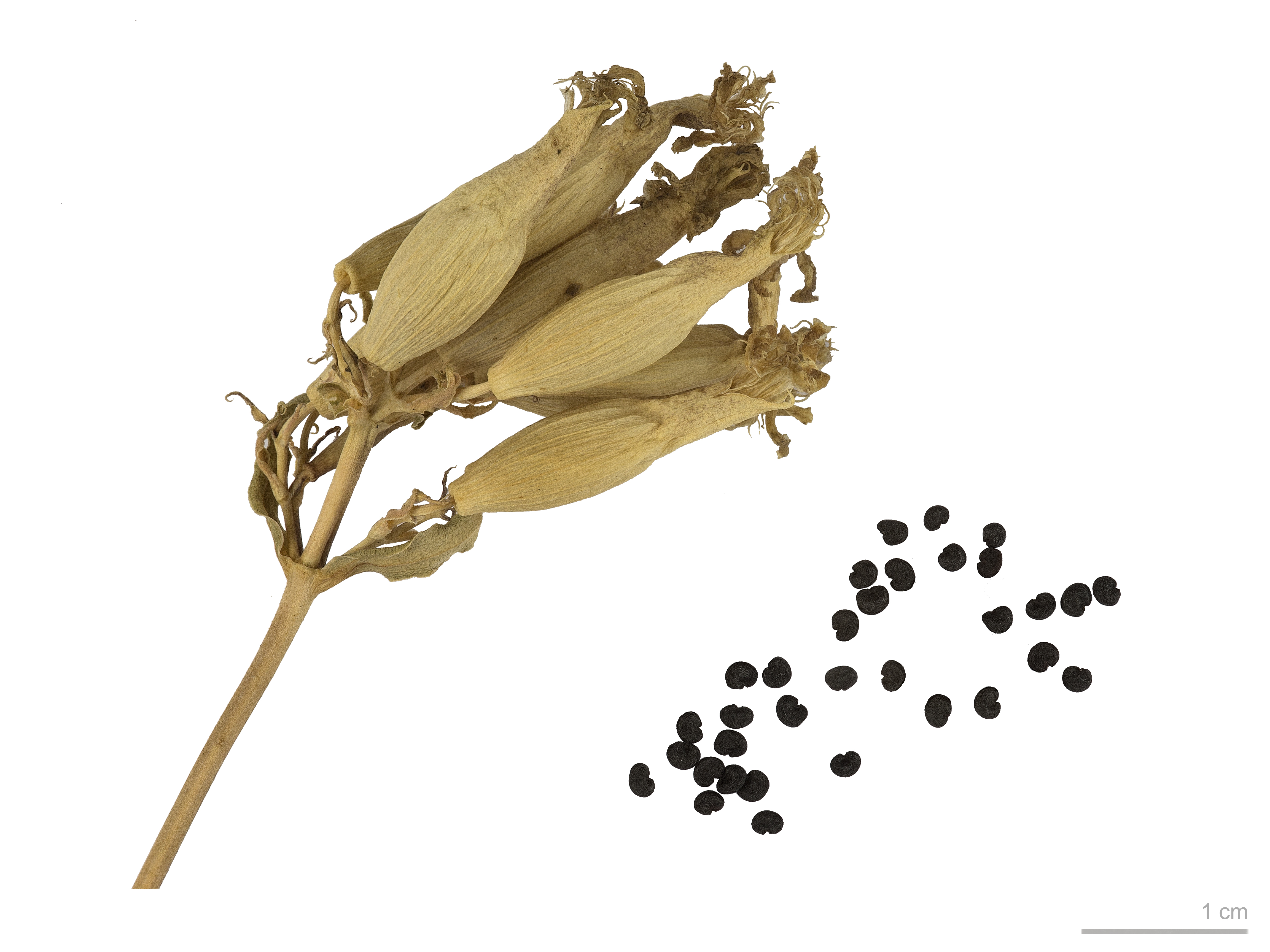
Kapselfrüchte und Samen

### Erscheinungsbild und Blätter
Das Gewöhnliche Seifenkraut ist eine ausdauernde krautige Pflanze und erreicht Wuchshöhen von 30 bis 80 Zentimetern. Es bildet stark verzweigte, unterirdische Ausläufer, die zu fingerdicken Rhizomen auswachsen. Die Primärwurzel ist dabei rübenartig verdickt. Der aufrechte, meist unverzweigte Stängel ist weich behaart und dicht belaubt. Die kreuzgegenständig angeordneten, einfachen Laubblätter sind drei- bis fünfnervig und eilanzettlich bis lanzettlich bei einer Länge von 5 bis 10 Zentimetern.

### Generative Merkmale
Die Blütezeit reicht von Juni bis Oktober. In den Achseln der Stängelblätter stehen dichte, trugdoldige (Dichasium) Blütenstände. Die schwach duftenden Blüten sind fünfzählig mit doppelter Blütenhülle. Die Kelchblätter sind zu einer 20 bis 25 Millimeter langen Kelchröhre verwachsen. Die fünf ungeteilten, rosafarbenen bis weißen Kronblätter bilden einen Kreis von gut 2 Zentimetern Durchmesser und eine kleine Nebenkrone am Schlundeingang.
Die Fruchtreife tritt von September bis Oktober ein. Die trockenen Kapselfrüchte öffnen sich oben vierzähnig. Die schwarzbraunen, rauen Samen sind mit einer Länge von etwa 1,5 Millimetern relativ klein und rundlich bis leicht nierenförmig.
Die Chromosomenzahl beträgt 2n = 28.

## Ökologie
Beim Gewöhnlichen Seifenkraut handelt es sich um einen Hemikryptophyt (Schaftpflanze). Vegetative Vermehrung erfolgt durch weithin kriechende Rhizome, so dass sich, beispielsweise im Schotter von Gleisanlagen auf Brachland, größere Bestände bilden können.
Blütenökologisch handelt es sich um vormännliche „Stieltellerblumen mit (wenig) herausragenden Staubbeuteln und Narben“. Zuerst blühen die äußeren Staubblätter auf, dann die inneren, zuletzt der Griffel. Der Blütenduft ist abends und nachts am stärksten. Blütenbesucher sind besonders Nachtfalter, außerdem pollenfressende Bienen und Schwebfliegen. Der Nektar wird am Grunde der 2 cm langen, durch den Kelch eingeschlossenen Kronblattnägel abgegeben.
Die Ausbreitung der Diasporen erfolgt als Wind- und Tierstreuer, wobei der Kelch als Windfang dient.
Arten der Gattung Mamestra benutzen den Fruchtknoten als Brutstätte für ihre Larven. In den Staubbeuteln kann der Brandpilz Ustilago violacea sich entwickeln.

## Vorkommen
Das Gewöhnliche Seifenkraut ist in den gemäßigten Zonen Europas, Sibiriens, Westasiens und dem Kaukasusraum und Asiens, auf Madeira und in Westsibirien weitverbreitet. In Nordamerika wurde es im 19. Jahrhundert durch die Einwanderer eingebürgert und ist dort und in Madeira, Südamerika, Australien, Neuseeland und in Nordeuropa ein Neophyt. In Europa kommt es ursprünglich hauptsächlich in Süd- bis Mitteleuropa vor.
Das Gewöhnliche Seifenkraut gedeiht in Mitteleuropa meist bis in Höhenlagen von etwa 700 Metern. In Baden-Württemberg kommt die Art aber bei Fischbach (Schluchsee) in 980 Metern Meereshöhe vor.
Man findet das Gewöhnliche Seifenkraut ziemlich häufig in Unkrautfluren, vor allem in Auen-Landschaften (Stromtalpflanze), an Flussufern, Dämmen, Kiesbänken, auch an Wegen und Schuttplätzen. Es gedeiht am besten auf nährstoffreichen, meist frischen Stein-, Sand- oder Kiesböden.
Nach den ökologischen Zeigerwerten von Ellenberg ist es eine Halblichtpflanze, ein Frischezeiger, ein Schwachsäure- bis Schwachbasezeiger auf mäßig stickstoffreichen Standorten. Das Gewöhnliche Seifenkraut ist in Mitteleuropa eine Verbandscharakterart halbruderaler Pionier- und Lockerrasen-Gesellschaften (Convolvulo-Elymion (= Agropyrion) repentis), kommt aber auch in Gesellschaften der Verbände Dauco-Melilotion, Arction oder Salicion albae vor. Die ökologischen Zeigerwerte nach Landolt et al. 2010 sind in der Schweiz: Feuchtezahl F = 2+w (frisch aber mäßig wechselnd), Lichtzahl L = 3 (halbschattig), Reaktionszahl R = 4 (neutral bis basisch), Temperaturzahl T = 4+ (warm-kollin), Nährstoffzahl N = 4 (nährstoffreich), Kontinentalitätszahl K = 3 (subozeanisch bis subkontinental).

## Taxonomie
Die Erstveröffentlichung von Saponaria officinalis erfolgte 1753 durch Carl von Linné in Species Plantarum, Tomus I, Seite 408.

## Verwendung und Inhaltsstoffe
Das Gewöhnliche Seifenkraut ist für Wildpflanzengärten zu empfehlen. In Gärten kann man auch eine Form mit gefüllten Blüten finden.

Formel von Gypsogenin

Alle Pflanzenteile enthalten (in der Wurzel 3 bis 8 %) Triterpensaponine mit dem Aglykon Quillajasäure. Als Hauptkomponenten finden sich dabei Saponariosid A, B, C, F und G neben weiteren Saponariosiden (wie zum Beispiel Gypsogenin).

### Medizinische Verwendung
Als Arzneidrogen dienen die getrockneten Wurzeln und Rhizome, seltener die krautigen Pflanzenteile vom (Gewöhnlichen) Seifenkraut. Traditionell werden die Pflanzenteile seit dem Altertum als Expektorans bei Bronchitiden mit zähem, trockenem Sekret eingesetzt. Hierfür gibt es auch Fertigpräparate. Hierbei ist zu beachten, dass das Seifenkraut wie alle Saponindrogen in höheren Dosen Erbrechen auslösen kann und demnach schwach giftig ist. In der Tumorbehandlung wurde das ebenfalls aus dem Seifenkraut gewonnene pflanzliche Proteintoxin Saporin in Tests angewendet.

### Seifenkraut als Reinigungsmittel
Das Gewöhnliche Seifenkraut ist ein Kulturbegleiter und wurde vermutlich seit der Jungsteinzeit gepflanzt. Wegen der waschaktiven Wirkung ihrer Inhaltsstoffe dienten Auszüge aus Rhizom und Wurzeln bis ins 19. Jahrhundert als Seifenersatz (daher der Pflanzenname Seifenkraut). Deshalb wurde das Gewöhnliche Seifenkraut auch in Europa noch bis zum Beginn des 20. Jahrhunderts angebaut. In der Slowakei werden noch heute Wäschestücke mit angeschnittenen Rhizomstückchen eingeseift.
Umweltbewusste Betriebe und Privatpersonen verwenden heute Seifenkrautlösung beispielsweise zur Teppich- und Polsterreinigung.
In Restauratorenwerkstätten wird Seifenkrautlösung zur Reinigung von historischen Textilien und Möbelstücken verwendet.

### Lebensmittelzusatzstoff
Seifenkraut wird als Aufschlagmittel etwa in der Herstellung von Halva eingesetzt.

## Bilder

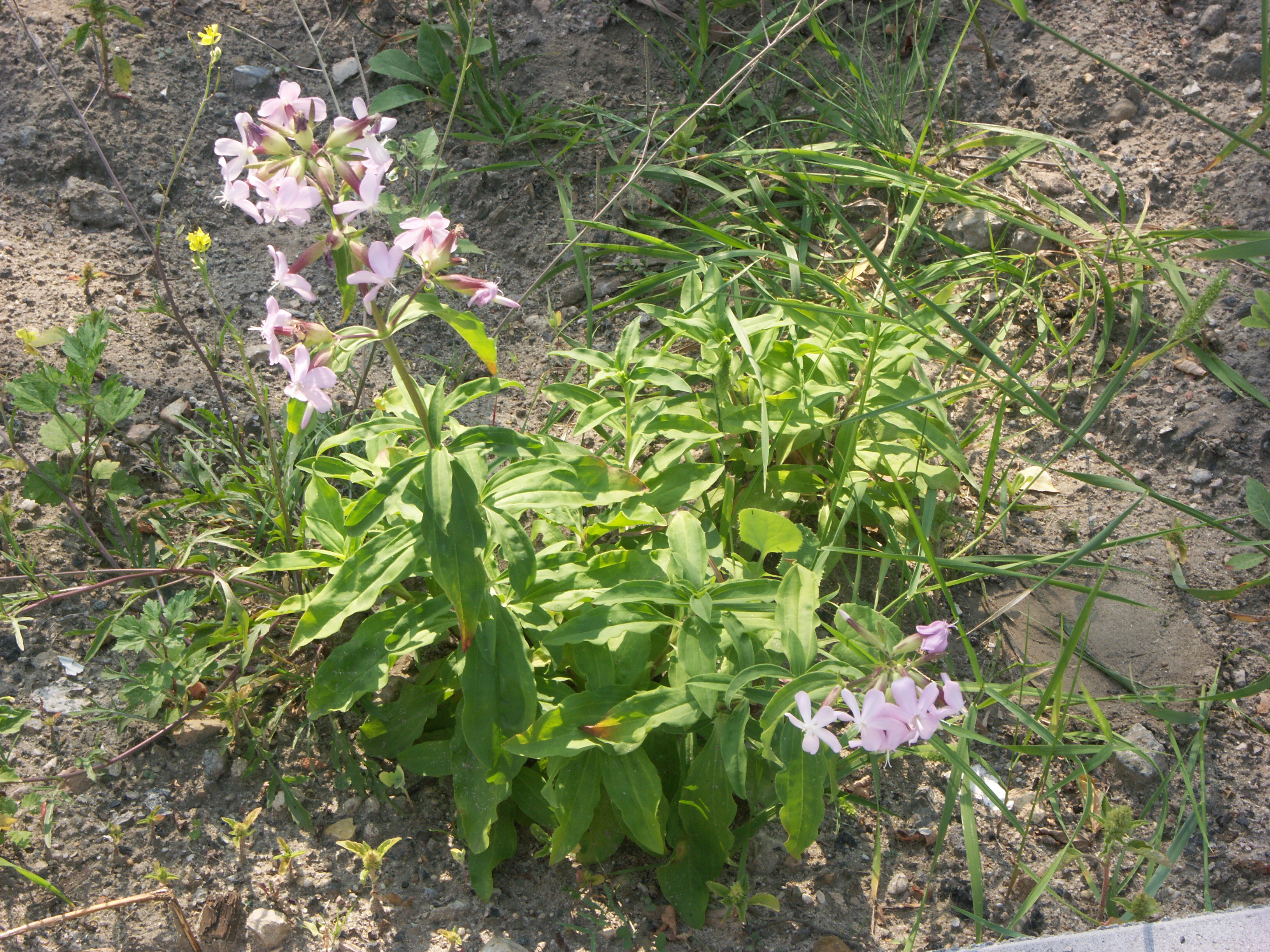
Habitus
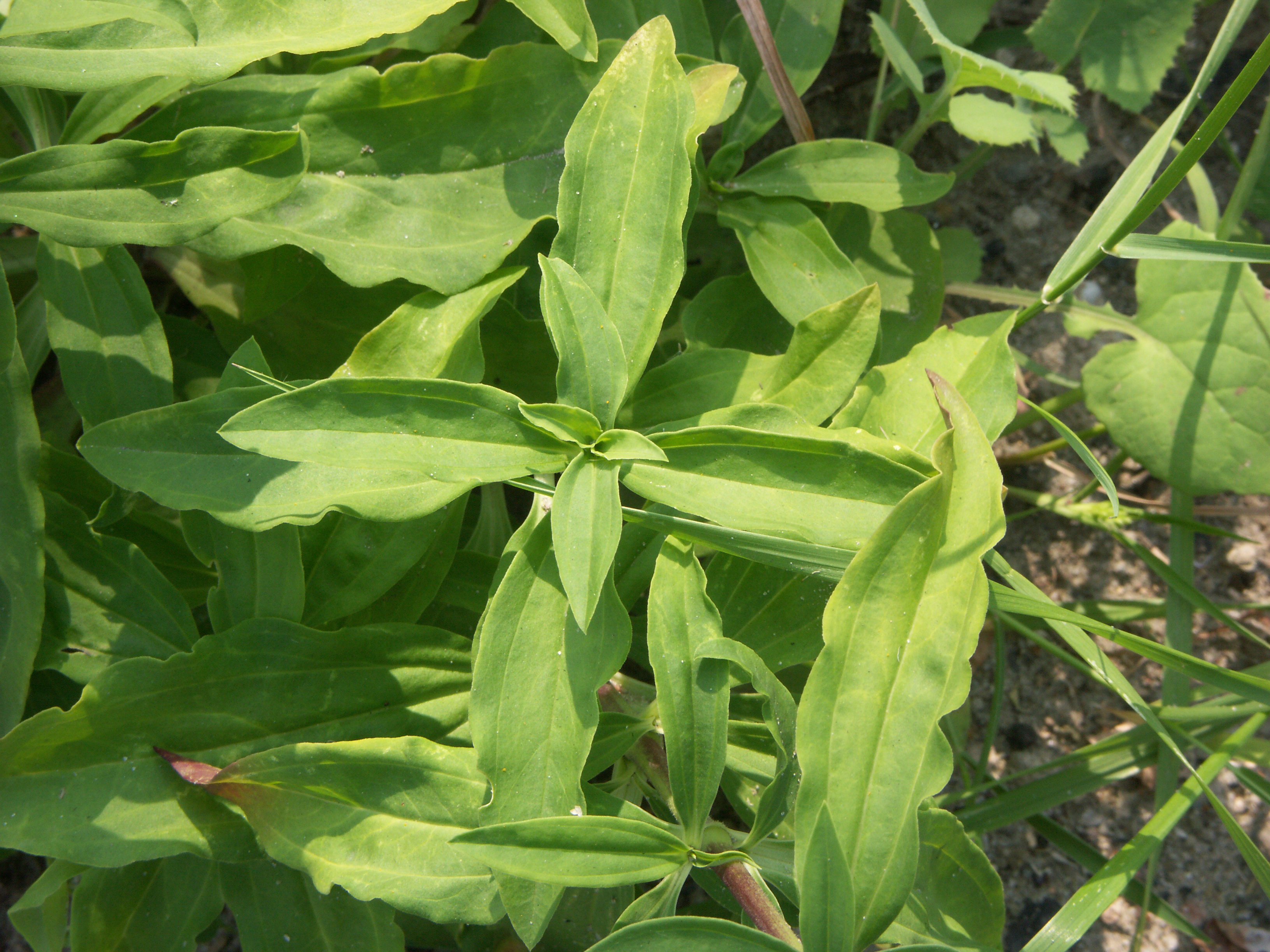
Gegenständige, einfache Laubblätter
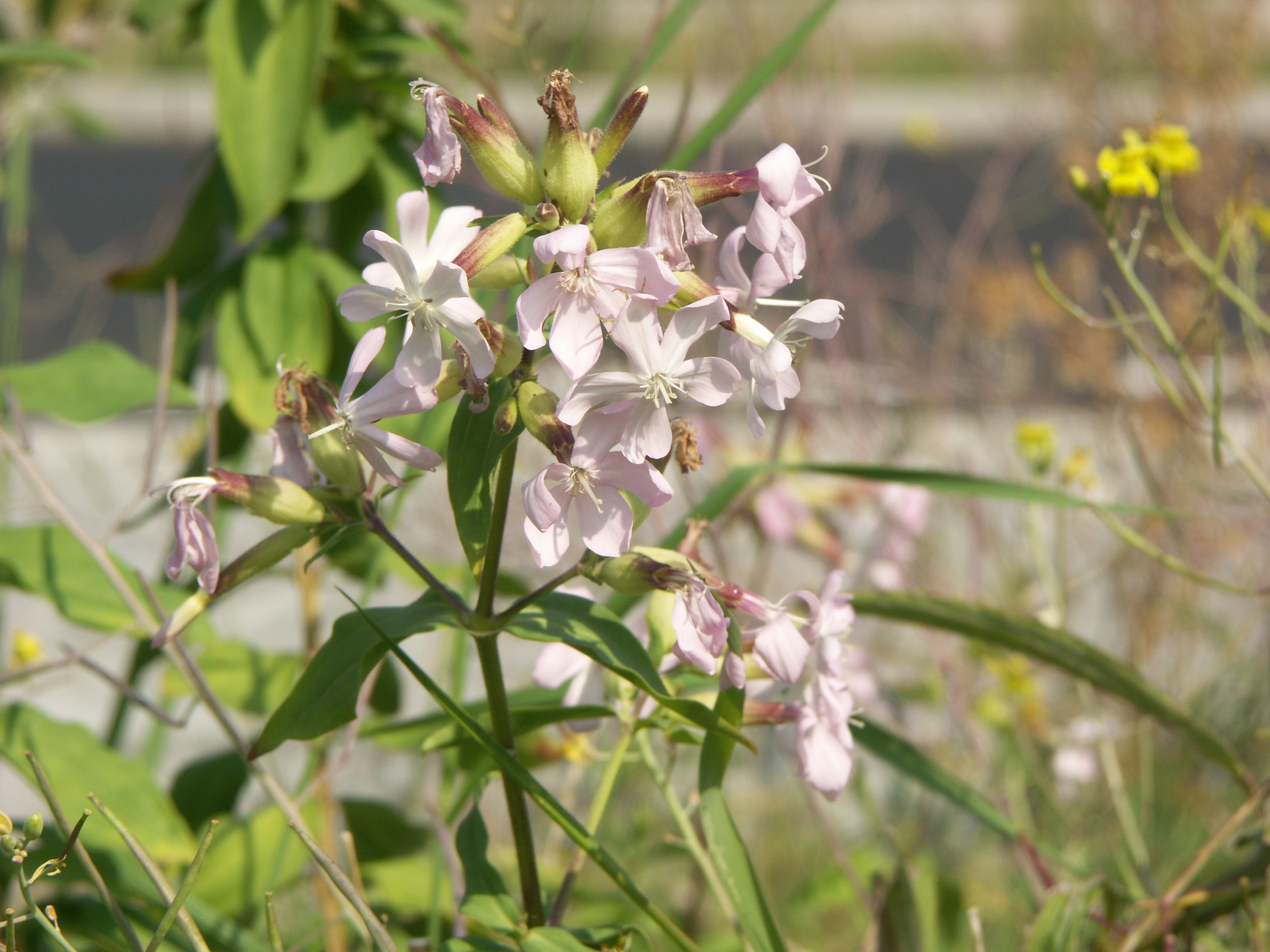
Blütenstand
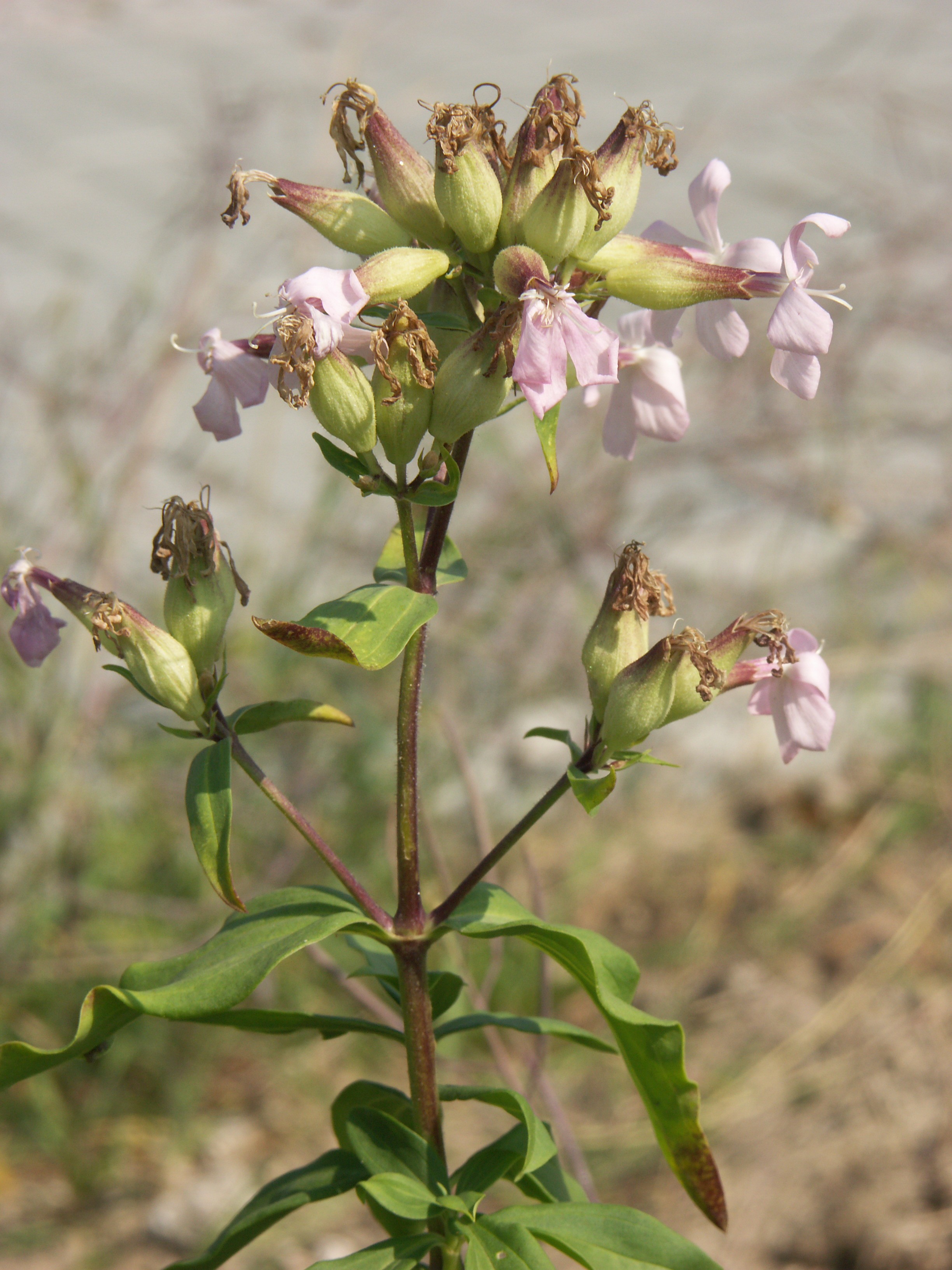
Blütenstand
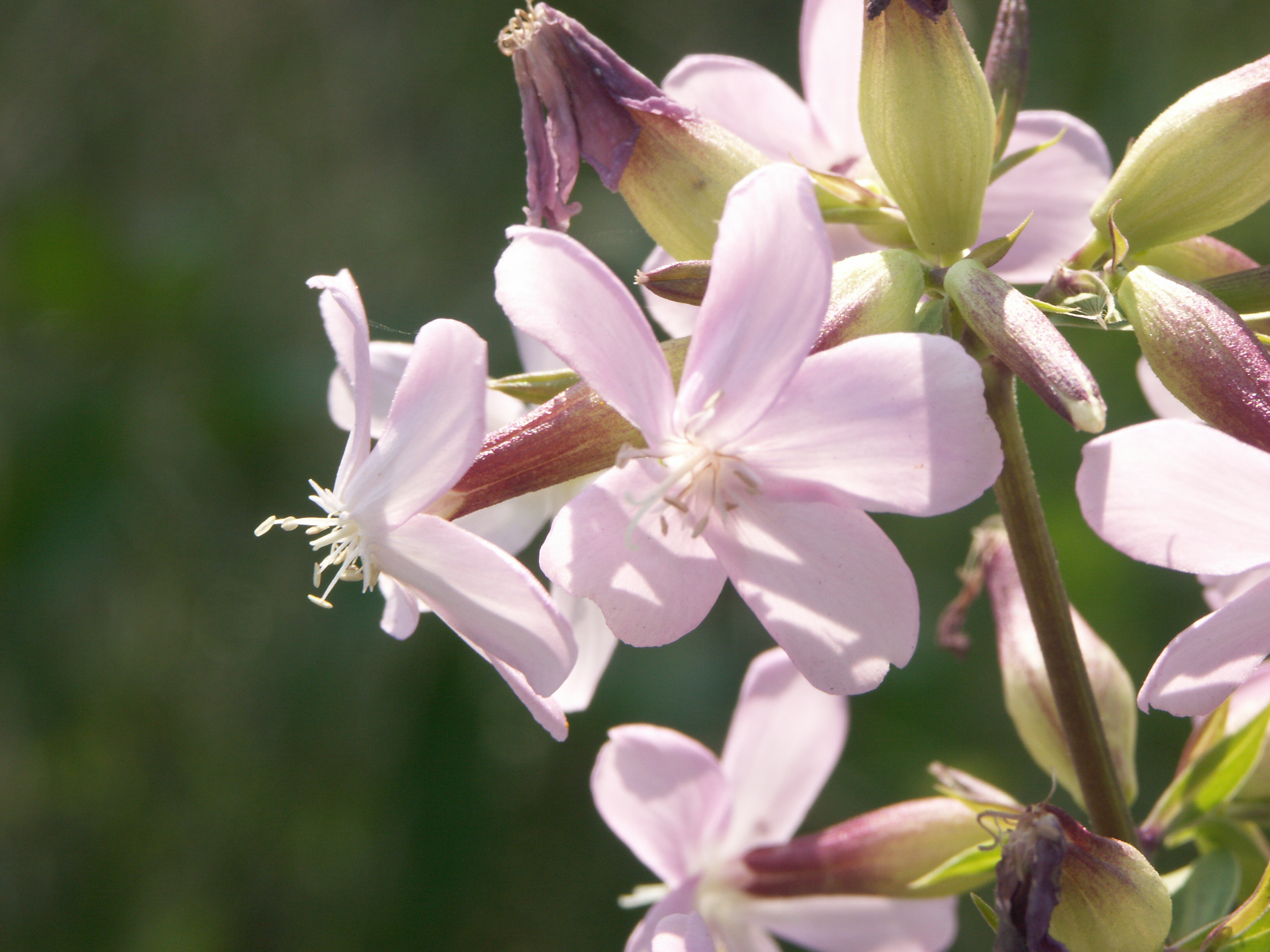
Ausschnitt eines Blütenstandes
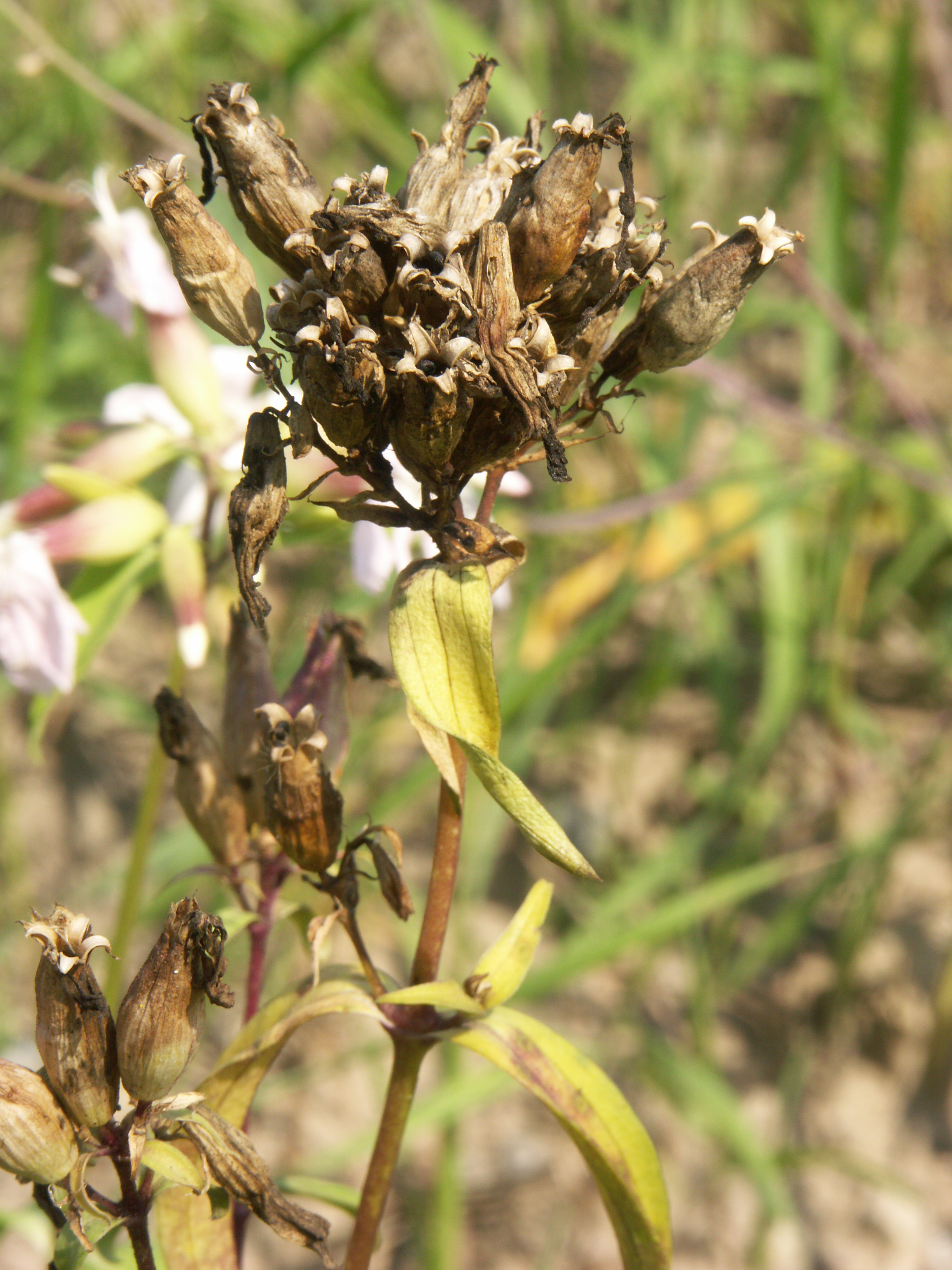
Fruchtstand
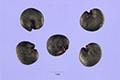
Samen